# 阿部みさと
阿部 みさと（あべ みさと、1978年2月21日 - ）は、日本の女優、タレント。茨城県結城市出身。

## 来歴・人物
脚本家・江頭美智留主宰の劇団クロックガールズ所属。
日本大学国際関係学部卒業後、芸能事務所株式会社フレッシュハーツに所属。映画監督香月秀之に師事し演技を学ぶ。
劇団男魂（メンソウル）代表の杉本凌士を師匠と慕っている。
作曲家、音楽プロデューサーである菅野祐悟、アメブロトップブロガーのそっち〜は宇都宮短期大学付属高校学校普通科特別進学コース時代のクラスメート。他に同校の同級生として、松田純や草凪純及び安愚楽牧場元代表取締役三ケ尻久美子氏の息子がいる。なお、草凪純は生年月を1978年6月としているが、実際は1学年上である。
特技は円周率を百桁言える。
4匹の飼い猫に振り回される毎日を送る。

## 主な出演作品

### 舞台
- 劇団男魂『but and』 (2007年、シアターグリーンBIG TREE THEATER)
- 劇団クロックガールズ第2回公演『あり得ない！』 (2009年、渋谷ルデコ)
- 劇団クロックガールズ『あり得ない！in Osaka』 (2009年、心斎橋soap opera classics)
- 劇団SPINNERS『レモネードと天の浮橋』 (2009年、中野MOMO)
- 劇団kanikuso『緑果テシナク』 (2009年、アイピット目白)
- 劇団クロックガールズ第3回公演『死んでも言っちゃいけない、10のこと』 (2009年、シアターブラッツ)
- 劇団クロックガールズ第4回公演『あり得ない！再演』 (2010年、APOCシアター)
- 劇団クロックガールズ第5回公演『トラブル万歳！』 (2010年、恵比寿エコー劇場)
- 劇団クロックガールズ第6回公演『やっぱりカフェが好き』 (2010年、コレドシアター)
- 『King of the blue』 (2010年、ル・テアトル銀座)
- 『白虎隊ザ・アイドル』 (2010年、スペース・ゼロ)
- 『穴吹一郎の素敵なオムニバス集　ラストダンス』 (2010年、ウエストエンドスタジオ)
- 『タンブリング』 (2010年、赤坂ACTシアター、大阪サンケイホールブリーゼ)
- 『源氏物語×大黒摩季songs〜ボクは、十二単に恋をする〜』 (2010年、天王洲銀河劇場) -空蝉役
- 劇団クロックガールズ第7回公演『金ない、愛ない、屋根はある』 (2011年、下北沢Geki地下Liberty)
- 劇団クロックガールズ第8回公演『ザッツ・オーディション』 (2011年、下北沢Geki地下Liberty)
- 劇団クロックガールズ番外公演vol.1『正しいホシの見つけ方』 (2012年、レストランパペラ)
- 劇団クロックガールズ番外公演vol.2『大安不吉日』 (2012年、レストランパペラ)
- 劇団クロックガールズ第9回本公演＆道頓堀400年祭記念公演『間違いだらけのスポーツクラブ』 (2013年、道頓堀ZAZA、サンモールスタジオ)
- 劇団クロックガールズ第10回本公演『LINK』（2013年、バティオス新宿)
- 劇団Jeep 第7回公演『ラン・フォー・ユア・ワイフ』（2014年、荻窪小劇場）
- あべのハルカス　近鉄アート館オープニング公演『トラブルレストラン』 (2014年、あべのハルカス近鉄アート館)
- 劇団クロックガールズ第11回本公演『鈴木さんチ』(2015年、劇場MOMO)
- 劇団クロックガールズ第12回本公演『スタッフロール』(2015年、劇場MOMO)
- 劇団ズッキュン娘『2番目でもいいの』 (2015年、南大塚ホール)
- 劇団クロックガールズ第13回本公演『コメディカルナイト』(2016年、新宿シアターモリエール)
- 栃木蔵の街かど映画祭10周年特別公演『スクランブルヒューマン』(2017年、栃木県栃木市)
- 花金ハンバーガー劇場『スクランブルハンバーガー』(2017年、三軒茶屋ハンバーガークラブ)
- 阿部みさと・高橋乱 一人芝居『赤と黒のオセロ』 (2017年、新宿ゴールデン街劇場)
- NPO法人文化芸術教育支援センター主催『ねこカフェ物語』 (2017年、中目黒トライ)
- 劇団クロックガールズ第14回本公演『悪女たちのララバイ』(2017年、新宿シアターモリエール)
- 劇団クロックガールズ第15回本公演『結婚の条件』(2017年、新宿シアターモリエール) ＊鈴木砂羽と共演
- オハヨウ劇場特別公演オハ劇ライブターミナル『スクランブルヒューマン』(2017年、茅場町カフェサルバドル)
- 演劇ユニットfunfair旗揚げ公演『LINK』（2018年、新宿シアターモリエール）
- 紅×dishプレゼンツ「KIZU〜割り切れなかったものの余りたち」(2018年、シアターブラッツ)
- 演劇ユニットfunfair第2回公演『いつか僕らが見る明日』（2019年、新宿シアターモリエール）[7]
- DISHプロデュース『This is Me ⁉︎』(2019年 八幡山ワーサルシアター)[8]
- 株式会社Enthena主催 Reading Act『打ち上げ花火が消えた後、カケラみたいに光る星。』(2019年、アトリエファンファーレ高円寺)[9]
- 『赤と黒のオセロ』 (2020年、アトリエファンファーレ東新宿)[10]
- blue bee旗揚げ公演『I am me！』 (2022年、シアターグリーンBox in Box Theater)[11]

※松本梨香と共演
- 劇団クロックガールズ第16回本公演『丸山家の秘密～ぜんぶ丸聞こえ～』 (2023年、中野ウエストエンドスタジオ)[12]

### 映画
- BACK STAGE〜バックステージ〜（2001年）
- 借王ファイナル（2002年）
- KUMISO-組葬-（2002年）
- 陽はまた昇る（2002年）
- 天間荘の三姉妹（2022年）看護師役[13]

※藤原紀香と共演

### TV
- CS759ch『パチスロ打とうぜ！』
- テレビ東京『タレコミ』
- TBS『月曜ミステリー劇場 世直し公務員ザ・公証人』
- MBS『あり得ない!第10話 死ぬ死ぬ詐欺な男』
- TBS『浪花少年探偵団 第9話』(2012年)
- 東海テレビ『明日の光をつかめ-2013夏-』(2013年)
- NHK『ブランケット・キャッツ』(2017年)
- NHK『主婦カツ!』(2018年) -吉田役[14]

### CM
- リーブ21

### VP
- ローソン
- 日産自動車